# Beaufort (Luksemburg)
Beaufort (lb. Beefort, niem. Befort) − gmina (gemeng / commune / Gemeinde) w środkowym Luksemburgu, w kantonie Echternach. Do 3 października 2015 gmina leżała w dystrykcie Grevenmacher. Siedziba administracyjna gminy znajduje się w miejscowości Beaufort.

## Podział administracyjny
Do gminy należą trzy miejscowości, w tym trzy (Uertschaft) oraz żaden lieu-dit:
1. Beaufort (Beefort / Befort)
2. Dillingen (Déiljen)
3. Grundhof (Grondhaff)

## Transport
W latach 1904–1948 przez teren gminy przebiegała wąskotorowa linia kolejowa Grundhof – Dillingen / Beaufort.